# Parastephanops echinatus
Parastephanops echinatus là một loài nhện trong họ Thomisidae.
Loài này thuộc chi Parastephanops. Parastephanops echinatus được Richard C. Banks miêu tả năm 1914.